# Коимбатор
Коимбатор или Ковај (там. கோயம்புத்தூர, கோவை) је град на западу индијске савезне државе Тамил Наду. Окружен је са севера и запада планинама Западни Гати, а кроз град протиче река Нојал. Има 1.250.446 становника по подацима из 2001, док у ширем подручју живи око 2,2 милиона људи. По томе је Коимбатор други град Тамил Надуа после Мадраса. 
Коимбатор је значајни индустријски град. Најзначајнија индустрија је текстилна. Стога је град познат и као „Јужни Манчестер“. 

## Географија

### Клима
| Клима (Коимбатор)          | Клима (Коимбатор) | Клима (Коимбатор) | Клима (Коимбатор) | Клима (Коимбатор) | Клима (Коимбатор) | Клима (Коимбатор) | Клима (Коимбатор) | Клима (Коимбатор) | Клима (Коимбатор) | Клима (Коимбатор) | Клима (Коимбатор) | Клима (Коимбатор) | Клима (Коимбатор) |
| Показатељ \ Месец          | .Јан.             | .Феб.             | .Мар.             | .Апр.             | .Мај.             | .Јун.             | .Јул.             | .Авг.             | .Сеп.             | .Окт.             | .Нов.             | .Дец.             | .Год.             |
| -------------------------- | ----------------- | ----------------- | ----------------- | ----------------- | ----------------- | ----------------- | ----------------- | ----------------- | ----------------- | ----------------- | ----------------- | ----------------- | ----------------- |
| Средњи максимум, °C (°F)   | 30,2 (86,4)       | 32,9 (91,2)       | 35,5 (95,9)       | 36,2 (97,2)       | 34,7 (94,5)       | 32,0 (89,6)       | 30,8 (87,4)       | 31,3 (88,3)       | 32,2 (90)         | 31,3 (88,3)       | 29,9 (85,8)       | 29,1 (84,4)       | 32,2 (90)         |
| Средњи минимум, °C (°F)    | 18,1 (64,6)       | 19,2 (66,6)       | 21,3 (70,3)       | 23,3 (73,9)       | 23,3 (73,9)       | 22,3 (72,1)       | 21,7 (71,1)       | 21,7 (71,1)       | 21,8 (71,2)       | 21,8 (71,2)       | 20,6 (69,1)       | 18,8 (65,8)       | 21,2 (70,2)       |
| Количина падавина, mm (in) | 6,6 (2,6)         | 8,9 (3,5)         | 12,0 (4,72)       | 49,4 (19,45)      | 68,8 (27,09)      | 84,4 (33,23)      | 34,3 (13,5)       | 28,4 (11,18)      | 57,3 (22,56)      | 136,7 (53,82)     | 119,3 (46,97)     | 40,8 (16,06)      | 646,9 (254,69)    |
| [ тражи се извор ]         |                   |                   |                   |                   |                   |                   |                   |                   |                   |                   |                   |                   |                   |

## Становништво
Према незваничним резултатима пописа, у граду је 2011. живело 1.016.885 становника.
| 1991.   | 2001.   | 2011.     |
| ------- | ------- | --------- |
| 940.989 | 928.869 | 1.016.885 |